# Martin Maes
Martin Maes (Luik, 17 januari 1997) is een Belgisch mountainbiker. Hij legt zich voornamelijk toe op de onderdelen enduro en downhill.

## Levensloop
Maes groeide op in Neupré en begon op jonge leeftijd met mountainbiken. In 2009 werd de 12-jarige Maes Belgisch kampioen cross-country. Op internationaal niveau werd hij in 2015 vice-wereldkampioen downhill bij de junioren. Op het WK 2018 behaalde hij zilver bij de elite in de downhill.
In juni 2019 raakte bekent dat Maes tweemaal positief testte op Probenecide, een dopingmaskeringsmiddel. Deze waren het gevolg van een medische behandeling door een wedstrijdarts van de UCI. Maes werd 90 dagen geschorst en twee overwinningen in de Enduro World Series (EWS) werden geschrapt.
In 2022 werd hij derde in de eindstand van de EWS.

## Palmares

### Enduro
| 2014   |                  | Goud |   | 1 |  |  |  |
| 2015   |                  | Goud |   | 1 |  |  |  |
| 2016   | Finale Ligure    | Goud |   | 2 |  |  |  |
| 2017   |                  | Goud |   | 1 |  |  |  |
| 2018   | Whistler         | Goud |   | 2 |  |  |  |
| 2019   | Madeira, Zermatt |      |   | 2 |  |  |  |
|        |                  |      |   |   |  |  |  |
| Totaal | 4                | 5    | 0 | 9 |  |  |  |

### Downhill
| Seizoen | Wereldbeker | WK     | EK | BK | Overige | Totaal aantal zeges |  |
| ------- | ----------- | ------ | -- | -- | ------- | ------------------- |  |
| 2017    |             | 22e    |    |    |         | 0                   |  |
| 2018    | La Bresse   | Zilver |    |    |         | 1                   |  |
| 2019    |             | 21e    |    |    |         | 0                   |  |
|         |             |        |    |    |         |                     |  |
| Totaal  | 1           | 0      | 0  | 0  | 0       | 1                   |  |